# 片山梨絵
片山 梨絵（かたやま りえ、ラテン文字表記:Rie Katayama、戸籍名：小田島 梨絵（旧姓：片山）1979年9月13日 - ）は、千葉県生まれ で、大阪府吹田市出身の女子自転車競技・MTB選手。

## 来歴
吹田市立佐井寺中学校、大阪府立茨木高等学校を経て、岡山大学及び、同大学大学院の自然科学研究科・生物科学専攻分子機能研究室出身。1999年にMTBジャパンシリーズに参戦し、2003年に初優勝。2004年から2012年まで全日本選手権タイトルを獲得し、全日本九連覇を達成した。2004年のオリンピックは国内選考会で２位となり惜しくも代表となれなかったが、2008年北京オリンピックと2012年ロンドンオリンピックには日本代表として出場した。結果はいずれも20位(日本人最高位)。

## ロンドンオリンピック選考経緯
7月2日、ロンドンオリンピックのマウンテンバイク・クロスカントリーにおけるUCIの国別出場枠順位は22位（補欠第4位）の日本女子だったが、オランダの1枠とノルウェーの2枠のうち1枠に出場キャンセルがあり、ランキング19位のハンガリーと20位のスペインに配分されたが、スペインが辞退。21位のオーストラリアはすでに大陸枠での出場が決まっていたため、22位の日本に再配分され、日本自転車競技連盟は、当年6月の全日本選手権で優勝した片山を選出した。

## 主な戦歴
マウンテンバイク
2003年
- ジャパンシリーズ・第6戦 1位

2004年
- 世界自転車選手権（フランス）52位
- UCI ランキング 88位 (258P)
- アジア選手権（フィリピン） 優勝
- アテネオリンピック代表選考会 2位
- 全日本選手権 優勝
- MTB ジャパンシリーズ 総合1位
- MTB ナショナルポイントランキング 総合1位

2005年
- 世界自転車選手権（イタリア）40位
- UCI ランキング 87位 (260P)
- アジア選手権（インドネシア）5位
- 全日本選手権 優勝
- MTB ジャパンシリーズ 総合1位
- MTB ナショナルポイントランキング 総合1位

2006年
- 世界自転車選手権（ニュージーランド）34位
- UCI ランキング 65位 (279P)
- アジア選手権（ベトナム）4位
- アメリカナショナルシリーズ戦 XC17位、ST12位
- 全日本選手権 優勝
- MTB ジャパンシリーズ 総合1位
- MTB ナショナルポイントランキング 総合1位

2007年
- 世界自転車選手権（イギリス）45位
- UCI ランキング 71位 (285P)
- アジア選手権（中国・蘇州） 4位（1～3位までは中国選手で、中国選手以外では最上位）
- 全日本選手権 優勝
- MTB ナショナルポイントランキング 総合2位

2008年
- 世界自転車選手権（イタリア）39位
- UCI ランキング 53位 (408P)
- 北京オリンピック代表選考会（J八幡浜インターナショナルクロスカントリー） 1位
- 北京オリンピック 20位
- 全日本選手権 優勝
- MTB ナショナルポイントランキング 総合1位

2009年
- 世界自転車選手権（オーストラリア）25位
- UCI ランキング 64位 (318P)
- 全日本選手権 優勝
- アジア選手権 2位
- MTB ジャパンシリーズ 総合1位
- MTB ナショナルポイントランキング 総合1位

2010年
- 世界自転車選手権（カナダ）24位
- UCI ランキング 30位 (653P)
- 全日本選手権 優勝
- アジア競技大会 3位

2011年
- 世界自転車選手権（スイス）28位
- UCI ランキング 25位 (785P)
- 全日本選手権 優勝
- アジア選手権 2位

2012年
- 世界自転車選手権（オーストリア）36位
- UCI ランキング 33位 (656P)
- 全日本選手権 優勝
- ロンドンオリンピック・クロスカントリー 20位
- アジア選手権 優勝。

ロードレース
2006年
- 東日本実業団選手権 1位
- 実業団富士国際ヒルクライム 1位
- ジャパンカップロードレース 5位

2009年
- 全日本自転車競技選手権大会 3位

2010年
- 全日本自転車競技選手権大会 3位

2011年
- 全日本自転車競技選手権大会 2位